# Пинаколборан
Пинаколборан (HBpin) — борорганическое соединение, производное пинакона. Используется в органическом синтезе как реагент в реакции гидроборирования.

## Получение
Пинаколборан коммерчески доступен в чистом виде, а также в виде 1,0 М раствора в тетрагидрофуране. Препаративный метод получения заключается в реакции между комплексом борана с диметилсульфидом и пинаконом в хлористом метилене при 0 °С. Непосредственно в реакциях используют либо этот раствор, либо чистый пинаколборан, выделенный перегонкой при пониженном давлении. Альтернативным методом получения является введение в реакцию комплекса борана с диэтиланилином и пинакона.

## Строение и физические свойства
Пинаколборан растворим в диэтиловом эфире, тетрагидрофуране, хлористом метилене и других органических растворителях.

## Химические свойства

### Гидроборирование
Основной областью применения пинаколборана являются реакции гидроборирования. Он гидроборирует алкены и алкины в мягких условиях, тогда как его аналог катехолборан присоединяется к ним лишь при нагревании до 70–100 °С. При этом гидроборирование протекает с отличной региоселективностью (против правила Марковникова), хотя в случае алкенов для максимально полного образования терминального изомера (>98 %) требуется нагревание в течение 2-3 дней.
Реакцию гидроборирования с участием пинаколборана удаётся ускорить при помощи металлокомплексных катализаторов. Так, было обнаружено, что комплекс HZnCp2Cl проявляет в этой реакции отличные свойства. Но поскольку он несовместим с некоторыми функциональными группами, в этой реакции также был проверен катализатор Уилкинсона. В присутствии последнего для алкинов наблюдается плохая региоселективность, зато алкены быстро дают продукты присоединения против правила Марковникова. И катализатор Уилкинсона, и комплекс HZnCp2Cl приводят к тому, что алкены с внутренней двойной связью, вступая в гидроборирование, изомеризуются в терминальные алкены, так что борная группа всё равно оказывается у крайнего атома углерода. Избегают этого использованием в качестве катализатора комплекса Rh(PPh3)2(CO)Cl: в этом случае образуются предсказуемые продукты присоединения по двойной связи; в случае же алкинов региоселективность сильно улучшается.
В случае алленов региоселективность гидробромирования сильно зависит от используемого фосфинового лиганда. Некоторые комплексы катализируют транс-гидроборирование с участием пинаколборана, тогда как обычно происходит цис-присоединение.

### Получение борных енолятов
Пинаколборан использовали для получения борных енолятов: в присутствии пиридина или триэтиламина пинаколборан реагирует с α-иодкетонами, давая соответствующие енолбораты.

### Реакция Сузуки
Пинаколборан широко используется для превращения (в присутствии PdCl2(dppf) и основания) арилгалогенидов (преимущественно бромидов и иодидов, а также трифлатов) в арилбораты, которые являются ключевыми реагентами в реакции Сузуки и, кроме того, устойчивы к влаге и воздуху и могут быть очищены хроматографией. В присутствии других палладиевых катализаторов в арилбораты удаётся превратить также арилхлориды.